# 格雷本山 (東南歐)
42°56′54″N 22°38′29″E / 42.94833°N 22.64139°E

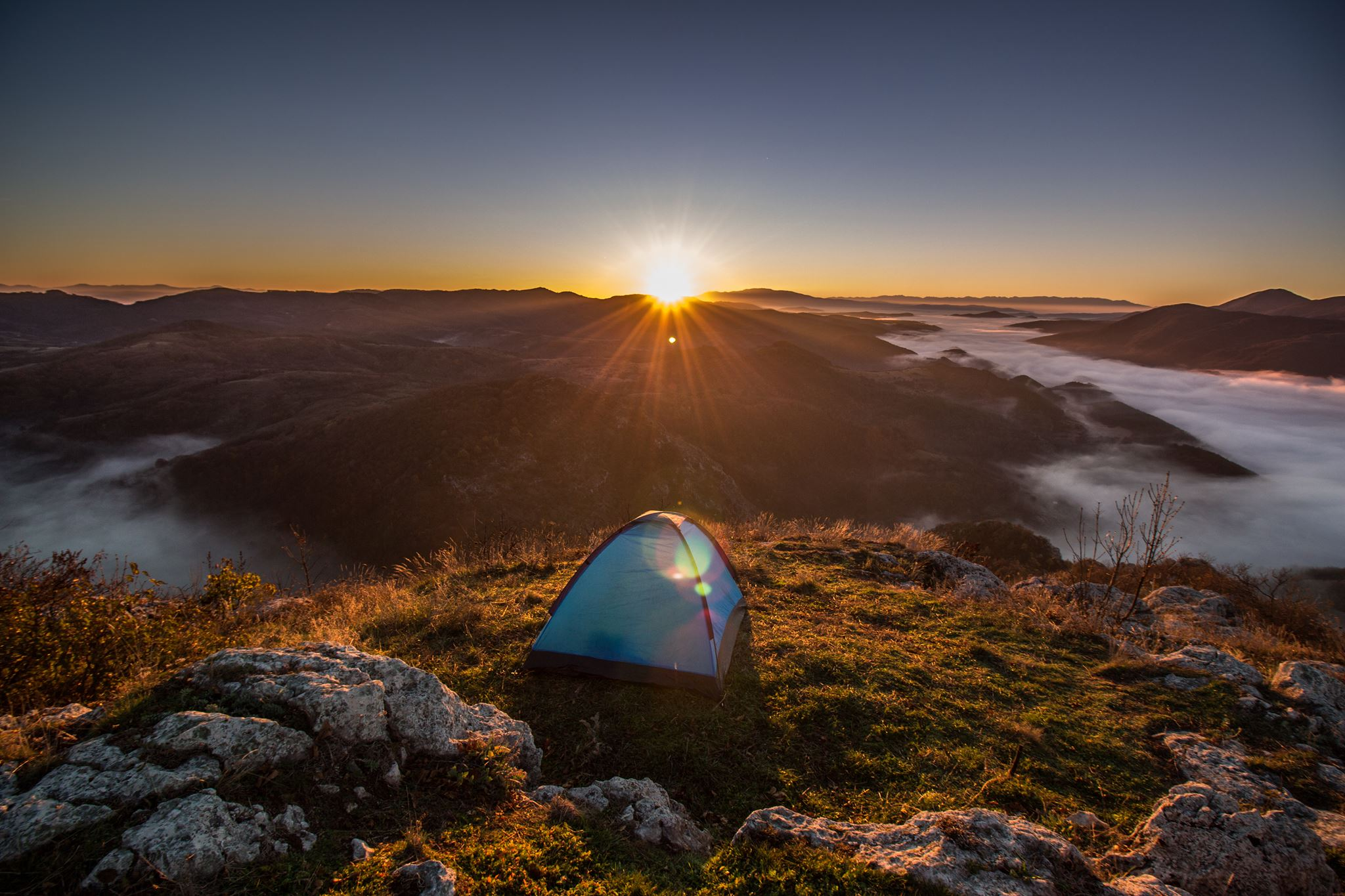

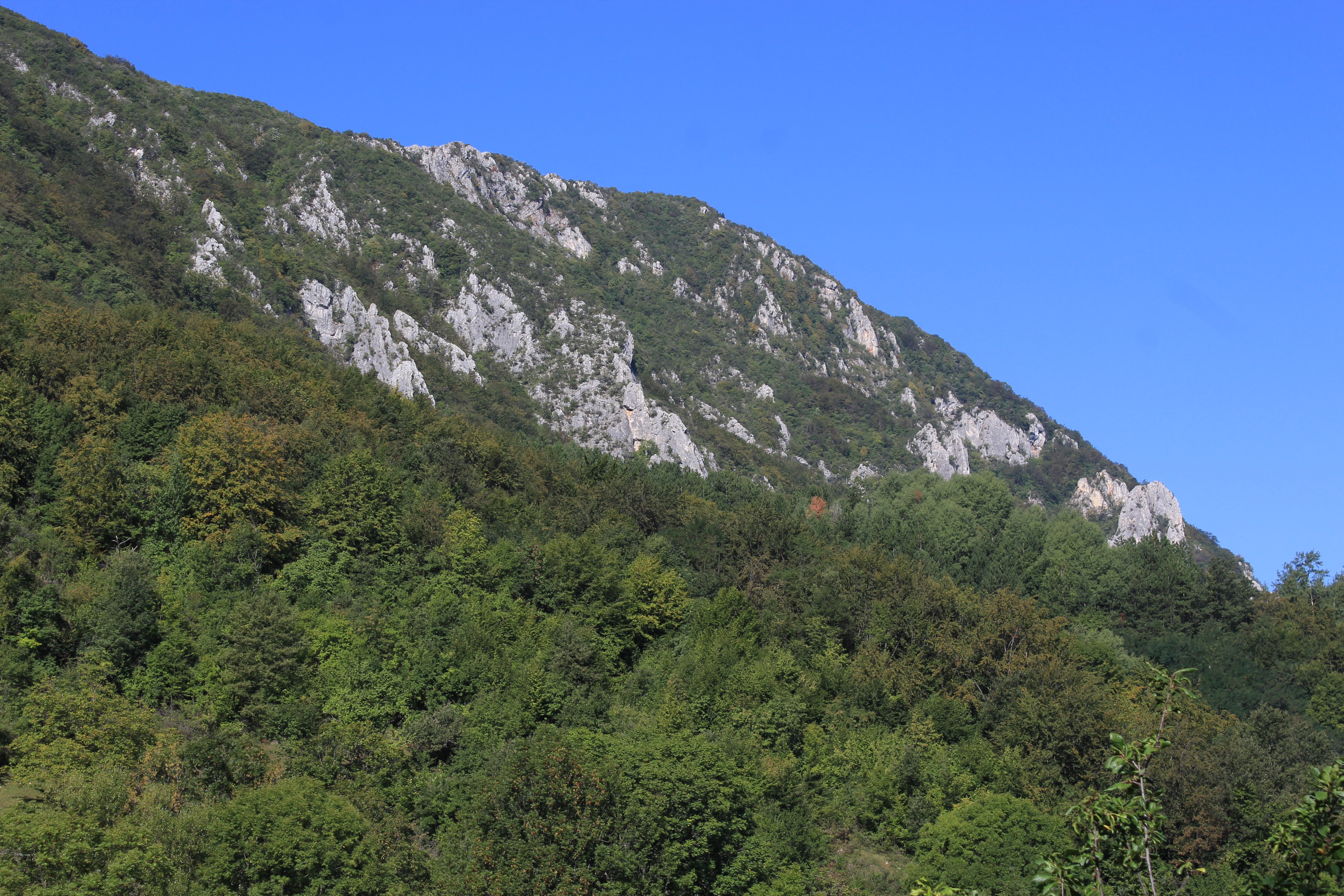

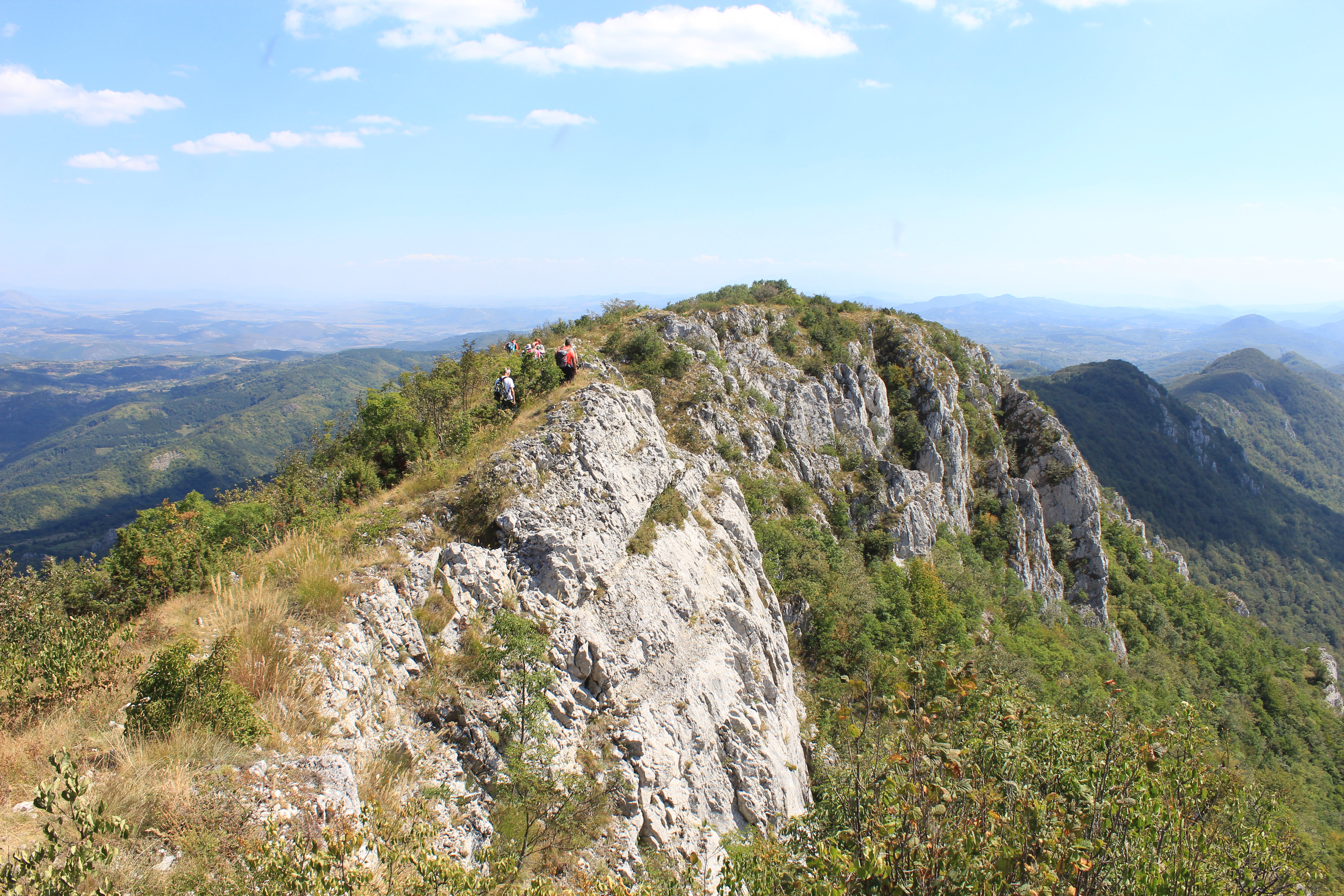

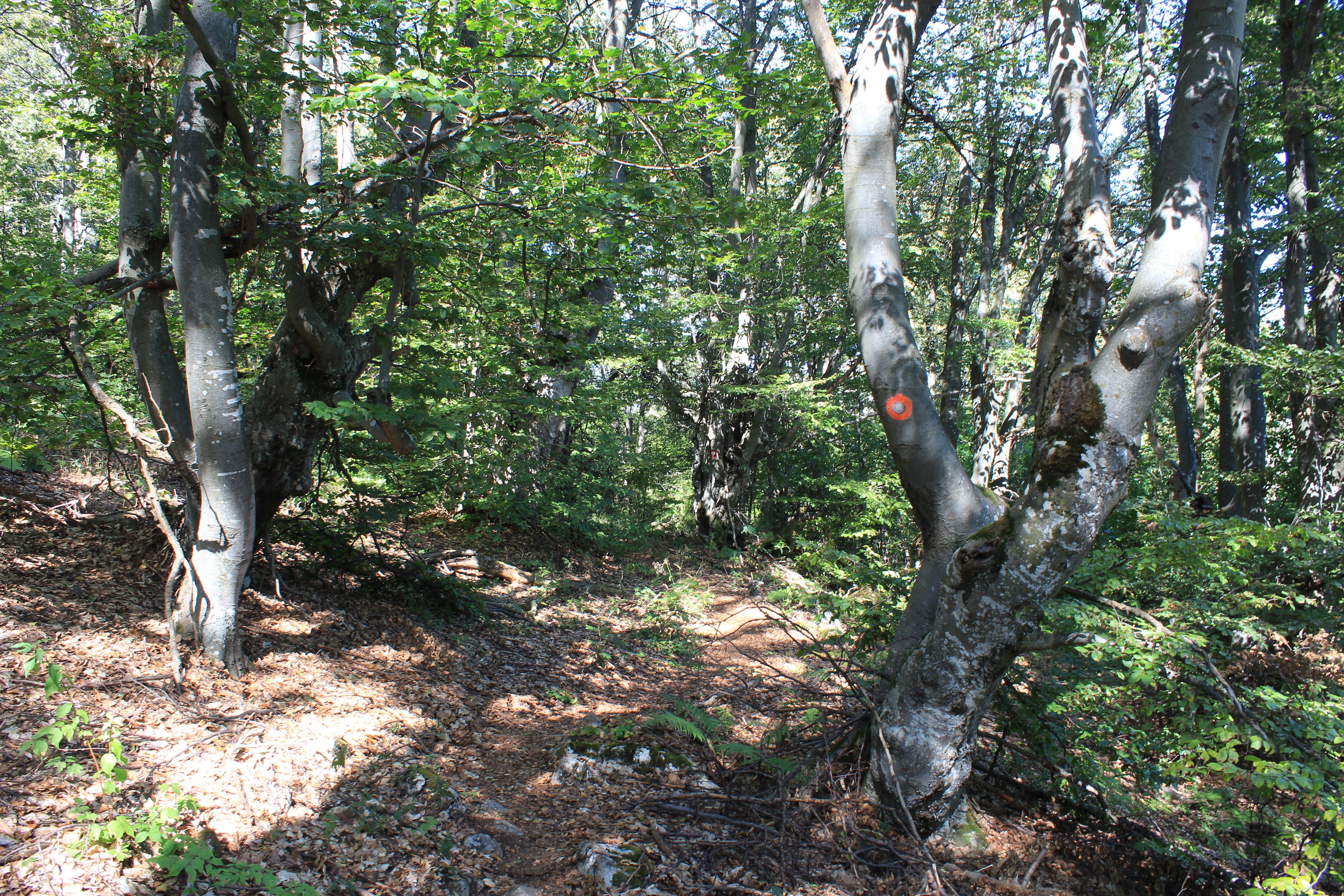

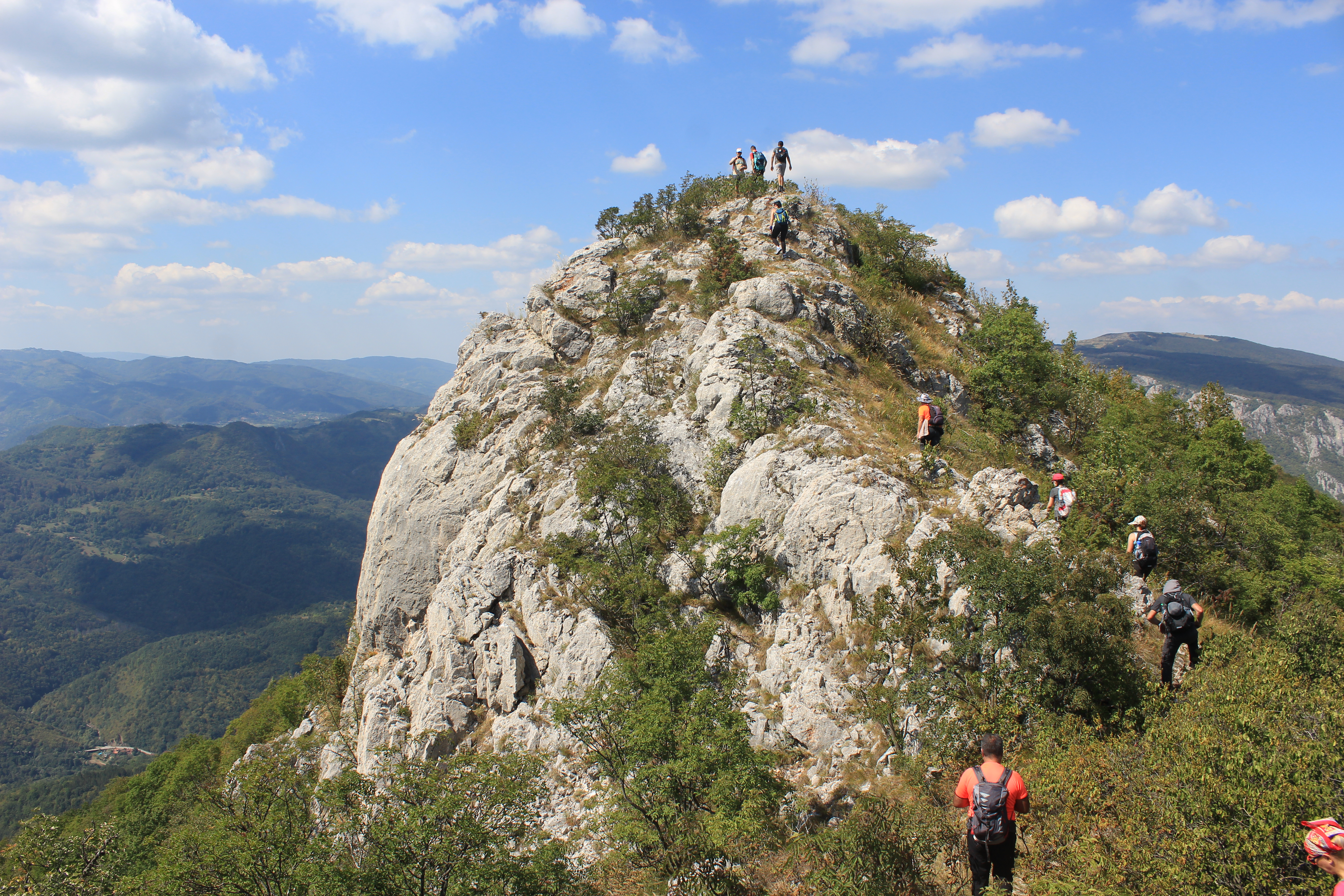

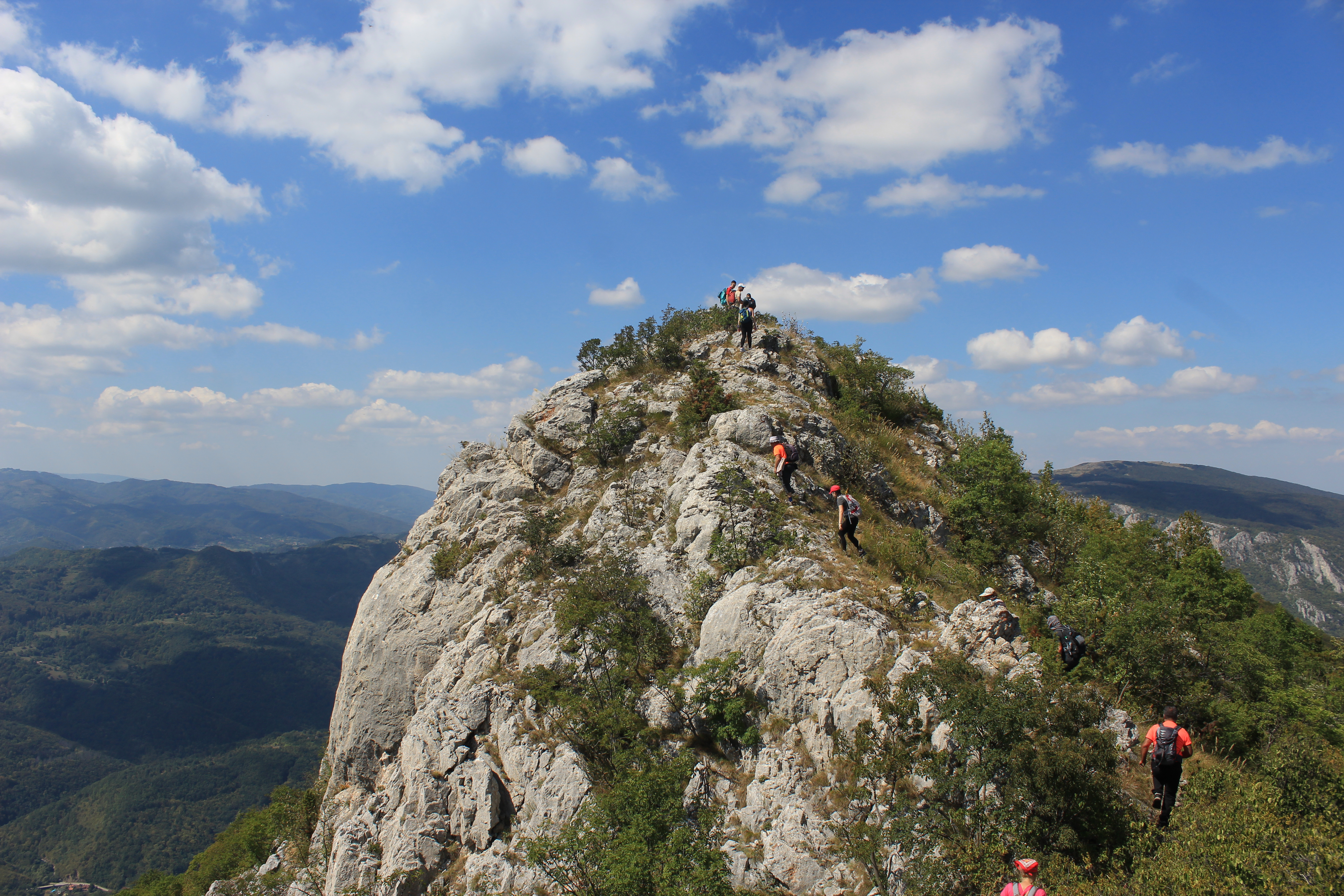

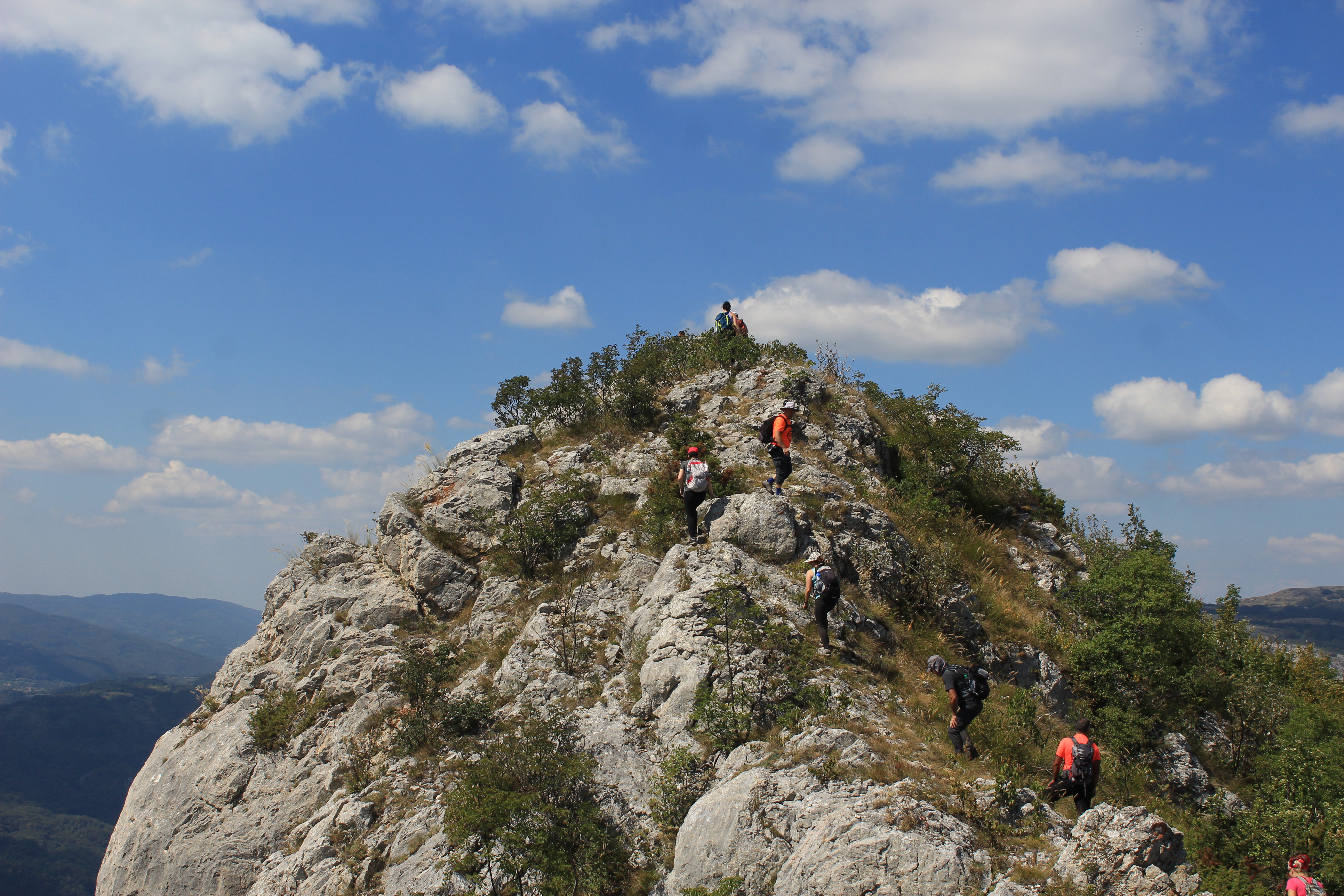

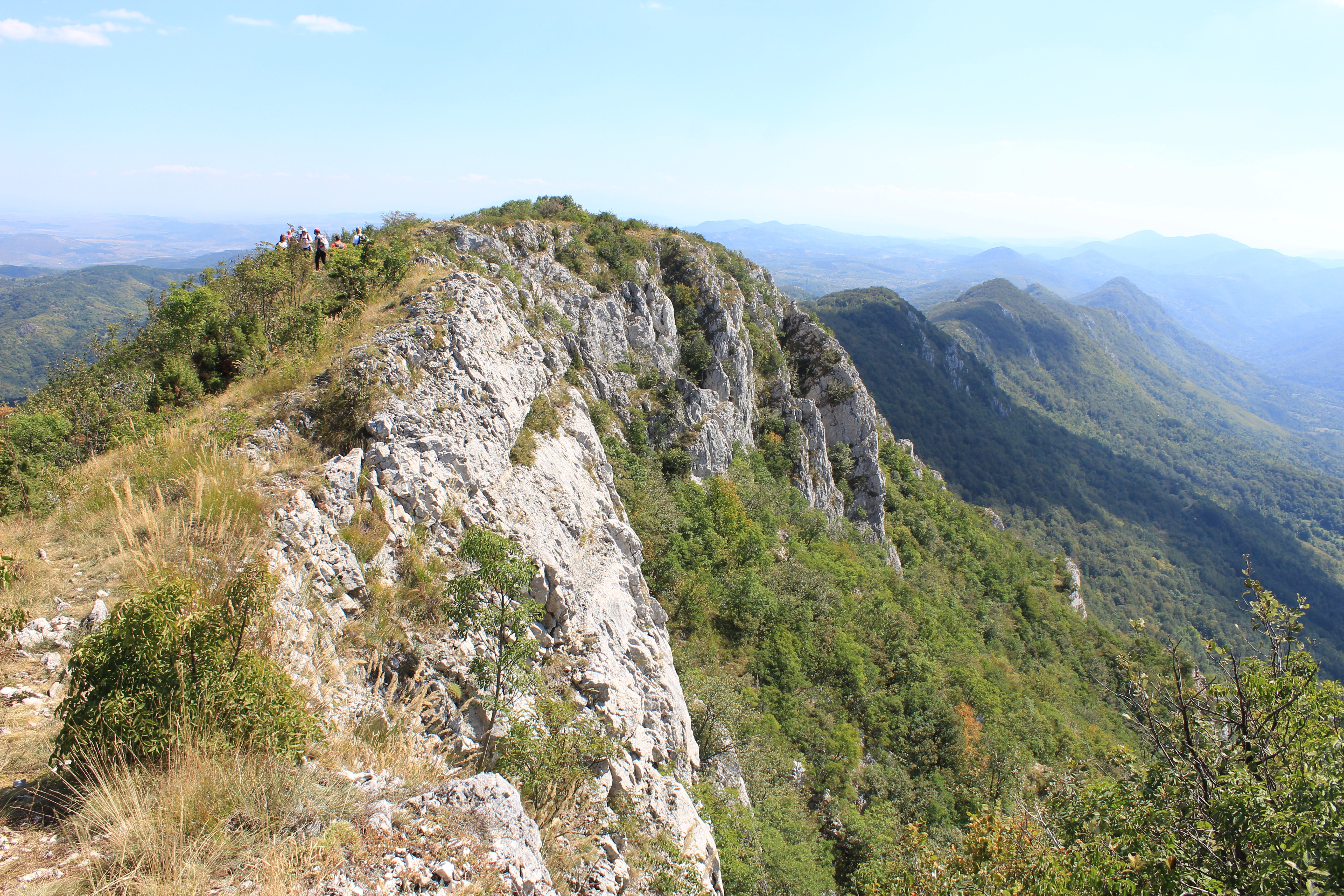

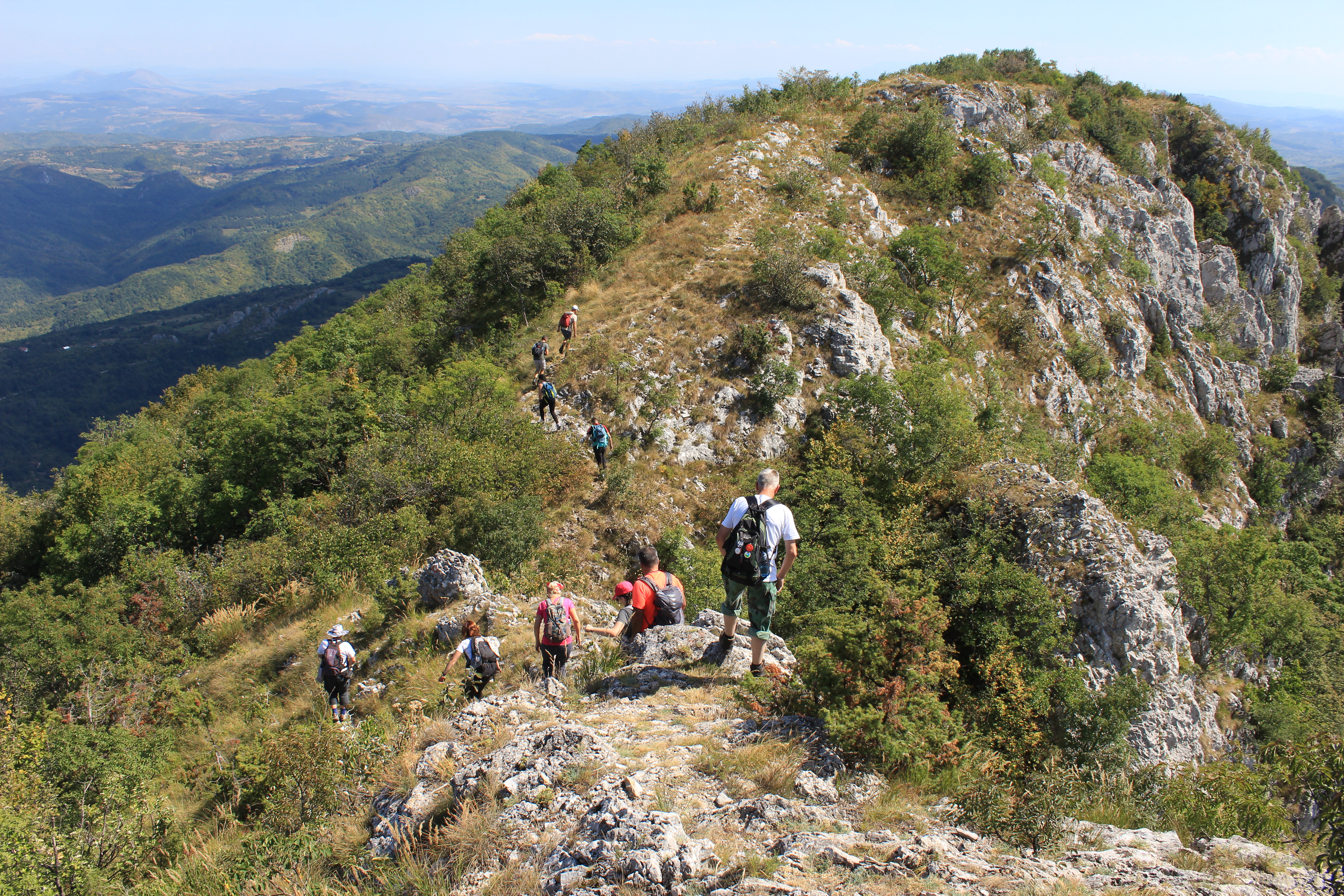

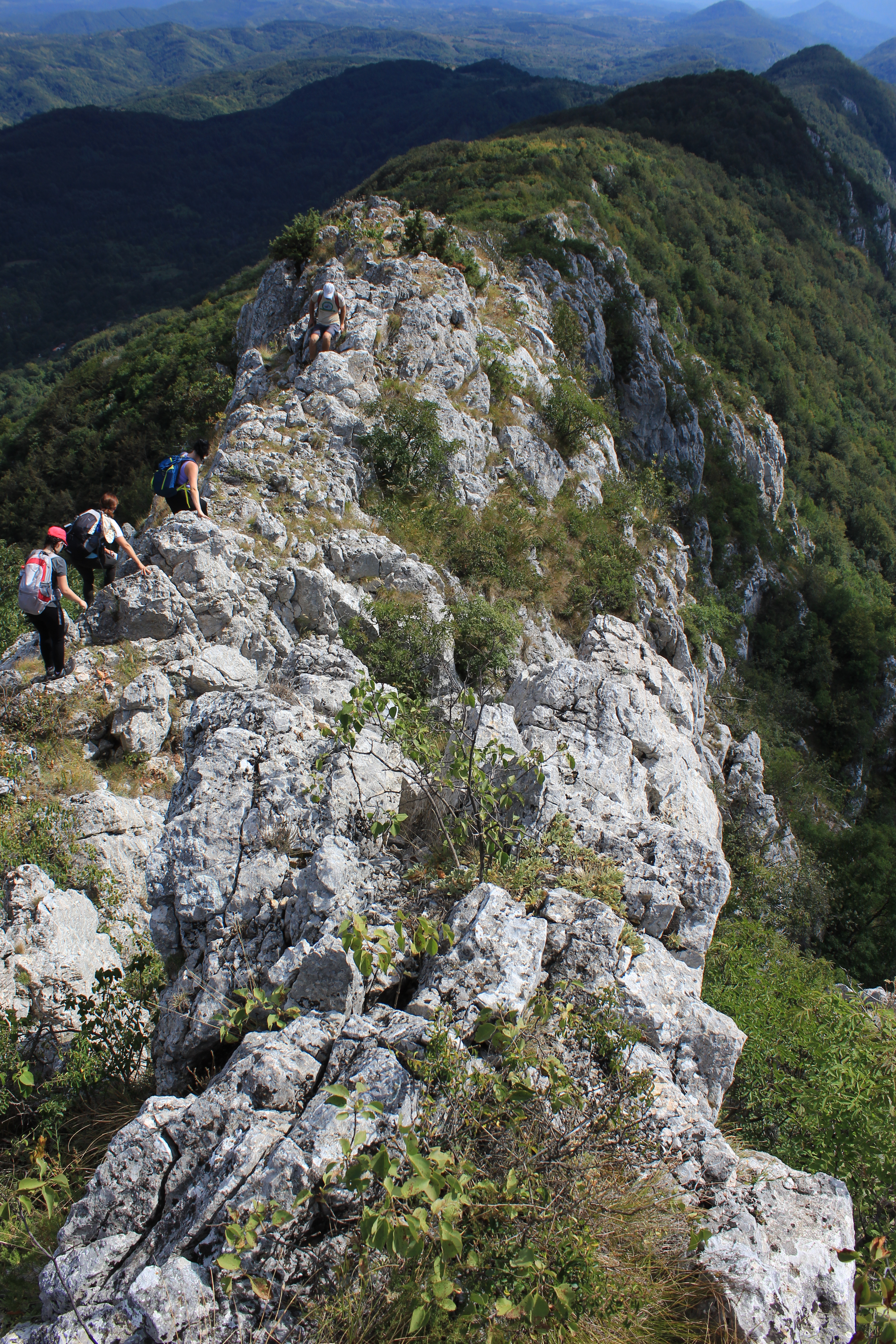

格雷本山是東南歐的山峰，處於塞爾維亞和保加利亞接壤的邊境，處於魯伊山以東，海拔高度1,337米，山體由砂岩和石灰岩組成。